# Plebiscyt Tygodnika Żużlowego 2013
24. Plebiscyt Tygodnika Żużlowego na najlepszego żużlowca Polski zorganizowano w 2013 roku.

## Wyniki

### Najpopularniejsi żużlowcy
1. Jarosław Hampel - Falubaz Zielona Góra
2. Patryk Dudek - Falubaz Zielona Góra
3. Tomasz Gollob - Unibax Toruń
4. Janusz Kołodziej - Unia Tarnów
5. Krzysztof Kasprzak - Stal Gorzów Wielkopolski
6. Maciej Janowski - Unia Tarnów
7. Piotr Protasiewicz - Falubaz Zielona Góra
8. Przemysław Pawlicki - Unia Leszno
9. Adrian Miedziński - Unibax Toruń
10. Piotr Pawlicki - Unia Leszno

### Inne wyróżnienia
Najpopularniejszy obcokrajowiec: Greg Hancock (Polonia Bydgoszcz)
Najpopularniejszy trener Enea Ekstraligi: Piotr Baron (Sparta Wrocław)
Najpopularniejszy trener I ligi: Stanisław Chomski (Wybrzeże Gdańsk)
Najpopularniejszy trener II ligi: Jan Grabowski (ROW Rybnik)
Działacz roku Enea Ekstraligi: Józef Dworakowski (Unia Leszno)
Działacz roku I ligi: Zbigniew Fiałkowski (GKM Grudziądz)
Działacz roku II ligi: Krzysztof Mrozek (ROW Rybnik)
Najsympatyczniejszy zawodnik: Przemysław Pawlicki (Unia Leszno)
Widowiskowa jazda: Janusz Kołodziej (Unia Tarnów)
Mister elegancji: Piotr Protasiewicz (Falubaz Zielona Góra)
Objawienie sezonu: Paweł Przedpełski (Unibax Toruń)
Junior roku: Patryk Dudek - (Falubaz Zielona Góra)
Fair play: Jan Ząbik - jako jedyny z klubu KST Unibax przeprosił za odmowę startu drużyny w finale DMP.
Pechowiec roku: Emil Sajfutdinow (Włókniarz Częstochowa)
Międzynarodowa impreza roku: Finał SEC w Gdańsku
Krajowa impreza roku: Mecz Polska - Mistrzowie Świata w Lublinie
Dętka roku: KST Unibax Toruń za odmowę startów w DMP w Zielonej Górze.